# Prílesští
Prílesští (slovensky Príleskovci nebo Príleský z Prílesa; maďarsky Prileszky, Prileszky) byla uherská šlechtická rodina, odvozující své příjmení od zemanské osady Príles, kterou vlastnili.

## Teorie původu
- Původ rodu Kotešovských

Je možné, že Peter zvaný Zeuke (zmiňovaný v první písemné zmínce, viz Níže), nebo nektorý člen rodiny z Kotešová byl zakladatelem rodu, který později používal predikát z Prílesa. Faktem, který může potvrdit tuto hypotézu je skutečnost, že rodina Príleských vlastnila ještě v 2. polovině 15. století rozsáhlé majetky v Kotešové a dokonce Mikuláš Príleský se v roce 1525 podepsal jako Mikuláš z Malé Kotešové.
- Původ rodu Diviakovcov (téměř identická podoba erbu)

## Charakteristika
První zmínka o Prílese pochází z listiny, v níž Ladislav (syn Tomáše z Kotešové) roku 1351 daruje usedlost zvanou Príles (Prilich), Petrovi zvanému Zeuke. Peter zvaný Zeuke je možný zakladatel rodu Príleských.

### Príleská linie
První známý člen rodiny Príleských byl Ladislav, který byl v roce 1438 královským svědkem při uvádění šlechtických rodin do majetků. Jeho syn Mikuláš byl služného Trenčínské župy. Služnými Trenčínské župy se stali i syn Mikuláše Juraj (1493), po něm i Juraj syn Michal a také Michalův vnuk Jan II.
Janův syn Mikuláš II. měl s manželkou Kateřinou Urbanovskou dva syny a dceru: Michala II., Jana III. a Kateřinu. V tomto období nastává ve vývoji rodu Príleských závažná změna, protože po smrti Mikuláše II. se rodina se syny Janem III. a Michalem II. rozdělila na dvě větve:

### Prílesští ze Zemanského Podhradí
Ján III. zdědil hodnost slúžného Trenčínské župy a oženil se s Juditou Husárovou, se kterou měl dva syny a dvě dcery. Jeden ze synů Mikuláš III. byl v letech 1702 - 1730 kanovníkem v Nitře. Druhý syn Pavel I. se stal významným a uznávaným právníkem, autorem právnického díla o zvykovém právu Quadripartitum. Byl správcem majetků knížete Esterházyho a oravských Turzovců. Jeho bratr Mikuláš měl významné zásluhy na rekatolizaci obyvatelstva, Pavel byl horlivým protestantem a pro svou orientaci se musel dostavit před krále. Pavel neměl pravděpodobně sídlo v Prílese, ale bydlel v rodinných statcích v Zemianském Podhradí. Pavel Príleský zemřel v roce 1743 v Bratislavě, kde je i pohřben.
Významným právníkem se stal i Pavlův syn Alexej. V roce 1721 studoval v Jeně a později se stal autorem několika právnických studií. Po roce 1736 definitivně odešel z Prílesa a jeho trvalým sídlem se stalo Zemanské Podhradie. Proto se tato větev rodiny nazývá ze Zemanského Podhradí. Alexej Príleský se oženil s Alžbětou Radvanskou, se kterou měl syna Ludvíka a dceru Ester, která se vdala a porodila dceru Ludoviku. Když se Ludvík Ostrolucký oženil s Ludovikou, větev ze Zemanského Podhradí vymírá. Tato linie je pro slovenskou literaturu velmi významná, protože sestavila rozsáhlou rodovou knihovnu, kterou využívali mnozí slovenští vzdělanci, jako např. Pavel Doležal, Žigmund Pauliny-Tóth, po získání knihovny Ostroluckými ji navštěvovali: Ľudovít Vladimír Rizner, Ľudovít Štúr či Samuel Štúr.

### Druhá větev z Prílesa
Druhá větev Príleských zůstává ve svém mateřském sídle v Prílese. Michal II. s Marií Nevedy měl tři syny. Ján IV. se stal jezuitou a byl známý jako náboženský spisovatel, po rozpuštění jezuitů v roce 1773 vstoupil do řehole piaristů. Janův bratr Matej I. měl tři děti: Albert byl v letech 1774 - 1809 nitranským kanovníkem, dcera Juliana se Zuzanou Nevedy se staly zakladatelkami kostela sv. Anny v Trenčíně. V Prílese pobýval i další Matějův syn Juraj. Jurajův syn Gabriel je v Prílese doložen počátkem 19. století. Pravděpodobně v tomto období byl přebudován Príleský kaštel na klasicistní kurii. Své další majetky měli i v nedalekém Velkém Kolačíne, kde sídlili potomci Ondřeje Príleského (syna Michala). Nejvýznamnějším členem rodiny Príleských sídlící v Kolačíne byl Karel (nar. 1756), který zastával tyto hodnosti: hlavní notář Trenčínské župy, poslanec uherského sněmu, zástupce palatina a královský rádce. Na počátku 19. století se rodina Príleských z Prílesa odstěhovala.
V roce 1916 získal Guido Príleský uherský barónsky titul, a následně 2. září 1916 František Josef I. udělil barónstvo i jeho bratru Karlovi s manželkou a synem.

## Významní členové rodu

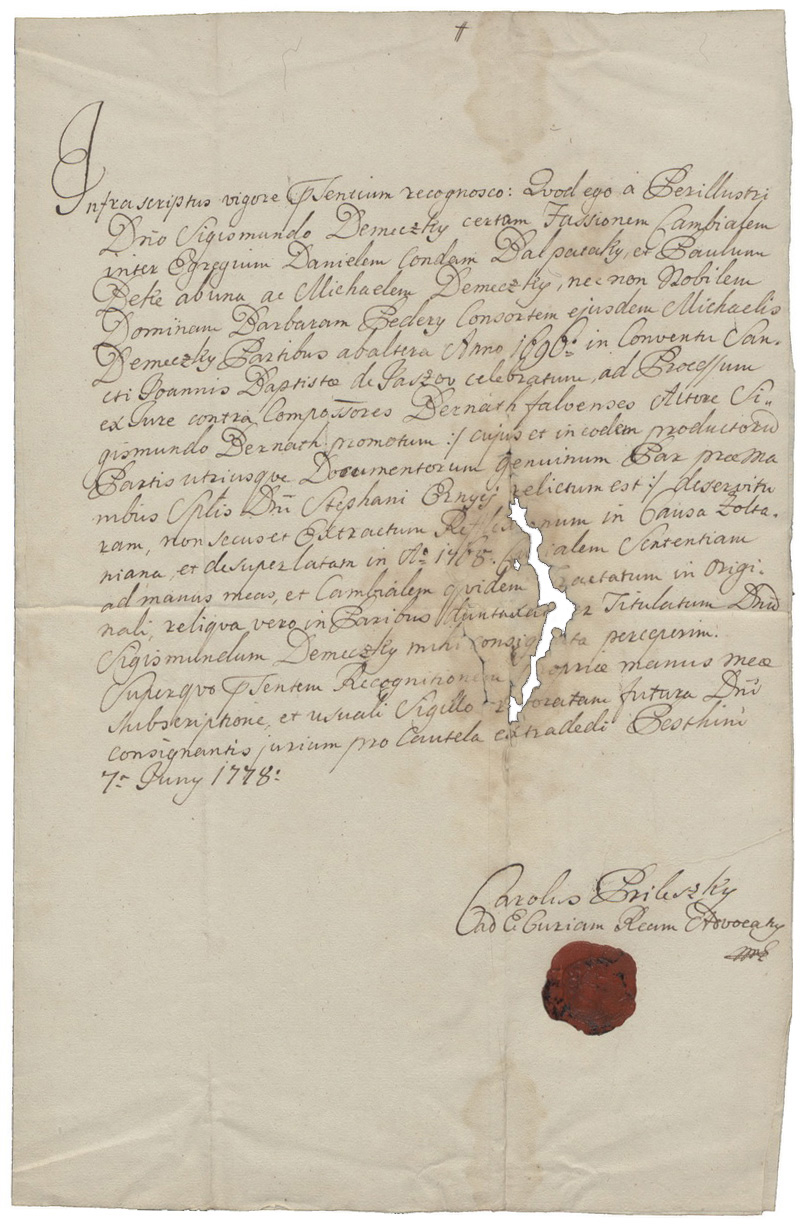
Listina napsána Karlem I. Príleským

- Ján I. - slúznych Trenčínské župy, bojovník v bitvě u Moháče.
- Pavol Príleský - významný právník, správce majetků knížete Esterházyho a oravských Turzovců.
- Ján VII. - Náboženský spisovatel, vysokoškolský profesor.
- Karel I. (* 5. červenec 1756, † 13. prosinec 1818) - hlavní notář Trenčínské župy, poslanec uherského sněmu, zástupce palatina, královský cen.
- Tadeáš Príleský- poslanec Uherského sněmu za Bratislavu (1867), Trnavu (1869) a Stupava (1875).[4]
- Karel III. Príleský - baron, poslední správce dvorního hospodářství Františka Josefa I.
- Guido Príleský - baron, finanční ředitel rakouské vlády v Bosně a Hercegovině.